# Nuno Gonçalves

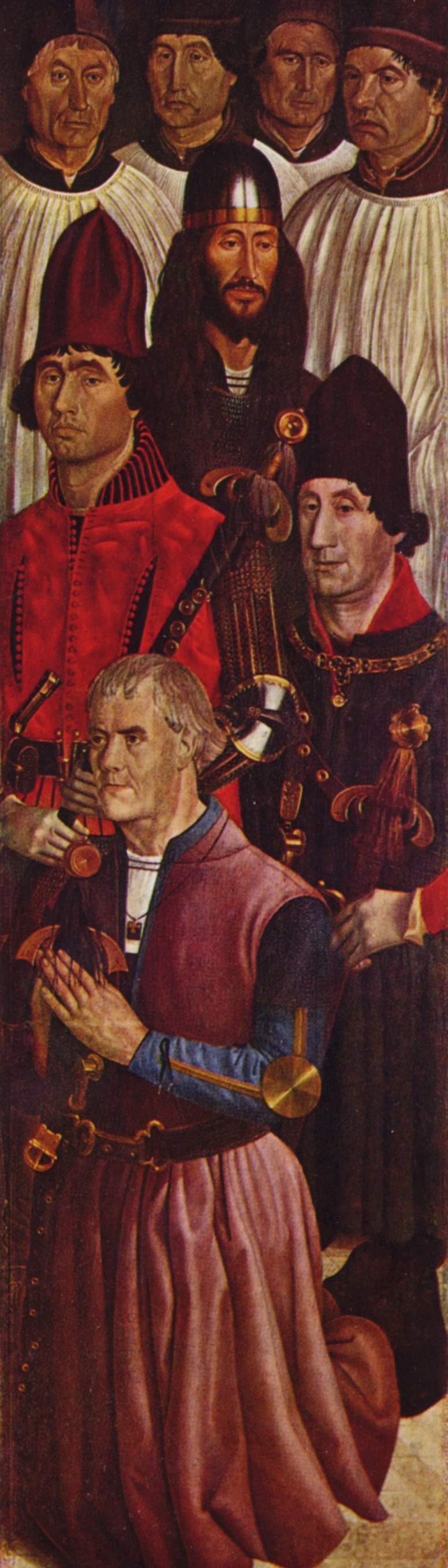
Altar de Sant Vicenç, detall de l'ala: Els cavallers amb el fundador agenollat, obra de Nuno Gonçalves, 1465 - 1467, taula, 207 × 61 cm, Museu Nacional d'Art Antic de Lisboa.

Nuno Gonçalves (actiu 1450 – 1490) fou un pintor portuguès, pertanyent a l'última fase del gòtic, d'estil primitiu flamenc. És considerat com un dels millors pintors de l'Europa del seu temps.
Poc es coneix de la seva vida. No se sap ni la data de naixement ni la de la seva mort. El seu nom consta documentat el 1463 com a pintor de la cort d'Alfons V de Portugal, però cap dels seus treballs ha arribat als nostres dies. Sembla que va estar actiu entre 1450 i 1490.
Es creu que és l'autor del retaule de Sant Vicenç, anomenat Painéis de São Vicente de Fora. Són dos grans panells conservats al Museu Nacional d'Art Antic de Lisboa. En aquesta obra, d'un estil sec pronunciat però d'un realisme poderós, descriu les figures prominents de la cort portuguesa de l'època, com Enric el Navegant, l'infant nen Joan i Alfons V agenollat, incloent el que sembla un autoretrat, i on es pot veure el conjunt de la societat, des de la noblesa i el clergat fins al poble, mostrant els elements socials més importants del Portugal del segle xv.
L'única referència que utilitzen els historiadors d'art per donar suport a la seva autoria sobre el retaule de sant Vicenç és la de Francisco de Holanda, del segle xvi. Esmenta una gran obra d'art feta per Nuno Gonçalves i que es dedueix que són aquests panells. S'ha especulat igualment que el pare d'Hugo van der Goes va col·laborar en la pintura del plafó, però no hi ha proves concretes. Des del seu descobriment a les darreries del segle xix hi ha hagut molta discussió sobre la identitat del pintor i els personatges que es mostren en els panells. Fins i tot l'afirmació que el príncep Enric el Navegant apareix en el tercer panell és encara discutida. Això no obstant, els panells de sant Vicenç es veuen com el cim de l'art portuguès antic. El museu regional d'Aveiro mostra un retrat de la princesa santa Joana atribuït a Nuno Gonçalves.
Està representat, entre altres figures històriques, al Monument als Descobriments (Padrão dos Descobrimentos) a Belém, prop de Lisboa.